# Knut Jancke
Knut Gustaf Jancke, född den 9 mars 1886 i Breds församling, Uppsala län, död den 22 mars 1948 i Sunne församling, Värmlands län, var en svensk jurist. Han var bror till Eva Jancke-Björk och farbror till Gunnar Jancke. 
Jancke avlade mogenhetsexamen i Uppsala 1903 och juris utriusque kandidatexamen vid Uppsala universitet 1908. Han var tillförordnad domhavande i över 14 år 1911–1929 och var adjungerad ledamot i Svea hovrätt 1918–1919. Jancke blev vice häradshövding 1919 och var häradshövding i Fryksdals domsaga från 1929 till sin död. Han blev riddare av Nordstjärneorden 1935 och kommendör av andra klassen av samma orden 1947. Jancke vilar på Uppsala gamla kyrkogård.